# Входной зрачок

Схема строения диафрагмы с указанием входного зрачка

Входной и выходной зрачки являются изображениями апертурной диафрагмы, образуемыми соответственно частями оптической системы объектива, расположенными перед диафрагмой или позади её. Относятся к конструктивным оптическим характеристикам объектива.
Если апертурная диафрагма располагается спереди или сзади объектива, то она и является соответственно входным или выходным зрачком.
Размеры зрачков связаны через линейное увеличение в зрачках: {\displaystyle \beta p={\frac {D'}{D}}}. От размера входного зрачка зависит угловой размер конуса пучка лучей, проходящего через объектив, следовательно, и освещенности изображения, образуемого объективом. Положение входного и выходного зрачков задаются расстояниями, откладываемыми от главных плоскостей H и H'.

## Входной зрачок и передача перспективы
Положение входного зрачка может оказывать серьёзное влияние на передачу перспективы отображаемого пространства. В большинстве объективов его положение варьируется, но не выходит за пределы промежутка между предметом и «бесконечностью» пространства изображений. Объективы с таким входным зрачком дают привычную перспективу, получившую в оптике название «энтоцентрической».
В случае расположения входного зрачка в «бесконечности» пространства предметов, объектив даёт искажённую телецентрическую перспективу, при которой любые объекты отображаются в масштабе, не зависящем от расстояния, на котором они расположены от объектива. Угол поля зрения такого объектива равен нулю, а границы отображаемого пространства определяются диаметром передней линзы. Независимость масштаба от расстояния применима в измерительных микроскопах и системах машинного зрения, в которых используются такие телецентрические объективы.
В случае, когда входной зрачок расположен между объектами съёмки и «бесконечностью» пространства предметов, объектив создаёт «гиперцентрическую» перспективу, при которой более удалённые предметы отображаются крупнее более близких.

## В цифровой фотографии
Понятие выходного зрачка в фотографии и кинематографе приобрело актуальность с появлением цветных многослойных плёнок с внутренним цветоделением. Сильный наклон боковых пучков, выходящих из объектива, особенно широкоугольного, приводит к ошибкам цветоделения и ухудшению резкости в углах кадра из-за большой толщины сложной фотоэмульсии. Такой же эффект наблюдался на фотокатодах телевизионных передающих трубок с толстым фотопроводящим слоем. Проблема устранима при телецентричном ходе пучков, который достигается в объективах с вынесенным в «бесконечность» выходным зрачком. 
С появлением цифровой фотографии угол падения света оказался ещё более критичным для ПЗС- и КМОП-матриц. Они могут эффективно поглощать свет только под определенным углом, и особенно это касается современных сенсоров с микролинзами. Проблема также решается телецентричностью выходных пучков или уменьшением их расхождения вынесением выходного зрачка как можно дальше вперёд.